# Stanisław Urban (hokeista)
Stanisław Urban (ur. 6 marca 1976) – polski hokeista, trener.

## Kariera
- SMS I Sosnowiec (1995–1996)
- Cracovia (1996–2000)
- KTH Krynica (2000–2001)
- Zagłębie Sosnowiec (2001–2002)
- Cracovia (2002–2008)

Absolwent NLO SMS PZHL Sosnowiec z 1995 (historycznie pierwszy rocznik szkoły). Uczestniczył w turnieju hokejowym na Zimowej Uniwersjadzie 1997.
Od sezonu 2008/2009 trener grup dziecięcych w Cracovii. 

## Sukcesy
- Mistrzostwo Polski 2006 i 2008 z Cracovią